# Google ハングアウト
Google ハングアウト（グーグル ハングアウト、英: Google Hangouts）は、Googleが提供していた統合メッセージングサービスである。
パーソナルコンピュータ (PC) 用にはGoogle Chromeの拡張機能、モバイル向けにAndroid、iOSのソフトウェアが提供されていた。

## 概要
文字によるチャット機能や最大150人まで参加可能な「グループハングアウト」（グループチャット）、音声によるインターネット電話機能を備える。またビデオ電話機能が搭載されており、ビデオ電話機能による「ビデオハングアウト」では同時に最大10人までの会話ができた。
2017年4月まではSMSやMMSのメッセージアプリとしても利用ができた。リリース当初の問題としてauの大半の端末及びソフトバンクモバイルの一部端末などで、元からのSMS（auのCメールを含む）や一部メールアプリが競合してしまい、どちらのアプリでも自動受信ができない不具合が発生することが明らかになった。auはこの問題に対しハングアウトでの自動受信を停止することを推奨していた。なお、NTTドコモの端末では、いずれのものでも当該現象は起きていないことが明らかになった。

## Google Chat・Meetへの移行
Googleは米国時間2020年10月15日にハングアウトをGoogle Chatに移行する計画を発表した。当時Google Workspaceユーザーのみにだけ解禁されていたGoogle Chatを無料ユーザーにも開放し最終的には廃止することになることがわかった。また、音声通話やビデオ通話機能は同じく当時GoogleWorkspaceユーザーのみに解禁されていたGoogleMeetに移行することになることも同日わかった。
2021年8月に移行作業が開始されたが、オプトアウトしない限りGoogle Chatに自動的に移行されることはなかった。

## 歴史
2013年5月15日にGoogle トークの後継として公開された。これをもってGoogle トークはサービス終了した。「ハングアウト」はGoogle+の一機能だったが「Google I/O 2013」で再定義され総称となった。
2015年8月にはGoogle+から別サービスになった。
2020年4月、ビデオ会議機能を「Google Meet」、チャット機能を「Google Chat」としてそれぞれ分離。残されたテキストメッセージ機能については、2020年後半を目処にGoogle Chatに統合し、ハングアウトは廃止される予定であった。。
2021年8月、1年遅れでGoogleChatへの移行が始まった。8月時点ではオプトアウト（自主的に）しない限りハングアウトを使用することができる。が、2021年末にサービス終了が予告されている。